# Pelota p'urhépecha
La pelota p'urhépecha est un sport mexicain proche du hockey et pratiqué par les Purépechas.

## Terrain de jeu
Le terrain est un rectangle de 200 mètres sur 8, séparé en deux camps par une ligne médiane.

## Équipement
- Uarhukua : Bâton de 90 cm à 120 cm de long et 3 cm à 8 cm de large.

- Zapandukua : La balle 
  - Diamètre : 12 à 14 cm
  - Poids : 250 g
  - Parfois imbibée d'essence et enflammée

## Participants
- Deux équipes de 5 dont 1 capitaine

- 3 remplaçants par équipe (changements libres)

- 1 arbitre

## Règles du jeu
Les règles sont sensiblement les mêmes que celles du hockey. Le but est d'amener le zapandukua au-delà de la ligne des 8 mètres adverse pour ainsi gagner la partie.